# George Montagu (ornitolog)
George Montagu var en brittisk överstelöjtnant och framstående naturalist, ornitolog och auktor på amatörnivå. Han föddes född 8 juni någon gång under 1750-talet, olika källor gör gällande att han föddes 1751, 1753 eller 1755, och han dog 1815.

## Biografi
George Montagu tillhörde en välbärgad släkt och började 1770 en militär karriär och gifte sig efter några år. 1775 blev han posterad under några år i kolonier i Amerika där han blev befordrad till kapten. Hemkommen till England och sitt gods i Wiltshire befordrades han till överstelöjtnant 1791. Denna grad behöll han fram till 1799, då han blev degraderad av en krigsrätt. Olika källor gör gällande att det antingen berodde på att han hade intrigerat gentemot andra officerare eller att det ska ha berott på hans många utomäktenskapliga affärer. Efter detta lämnade han sin fru (dock utan att skilja sig ifrån henne) och godset i Wiltshire och flyttade till Devon där han träffade Elizabeth Dorville (17??-1844), som skilt sig från sin man John Dorville, och de kom att bli livspartners. 1798 slog de sig ned i södra England och fick tillsammans tre barn. Under denna tid började han samla in naturalier och beskriva dem och dessa fynd publicerades tillsammans med illustrationer av Elizabeth Dorville, oftast i det engelska Linnésällskapets publikation Transactions of the Linnean Society of London. Han skrev ett antal artiklar om det marina livet utmed kusten av södra Devon. Han publicerade också en bok om mollusker Testacea Britannica 1803–1808. Hans favoritområde var hamnen i Salcombe. 1802 gav han ut Ornithological Dictionary of Alphabetical Synopsis of British Brids i två volymer, och året därpå kom supplementet Supplement of the Ornithological Dictionary. Två år senare, 1815, dog han av stelkramp efter att ha trampat på en rostig spik.

## Auktorskap
George Montagu beskrev och innehar auktorskapet för skärpiplärka (Anthus petrosus) 1798 och rosentärna (Sterna dougallii) 1813.

## Montagu's Harrier
George Montagu är hedrad med att få ge det engelska namnet åt ängshök (Circus pygargus), nämligen Montagu's Harrier. Ängshöken hade han första gången kommit i kontakt med i slutet av 1700-talet, då den fortfarande var dåligt beskriven och relativt okänd, och han beskrev fågeln som Ash-coloured Falcon i sin Ornithological Dictionary 1802. Under årens lopp kom han att försöka bevisa fågelns artstatus och beskriva dess dräkter. Först senare förstod man att det var samma art som Linné redan beskrivit 1758, inte utifrån ett specimen utan ifrån en plansch han hade sett.